# NGC 3533
NGC 3533 ist eine Spiralgalaxie vom Hubble-Typ Sab im Sternbild Zentaur am Südsternhimmel. Sie ist schätzungsweise 130 Millionen Lichtjahre von der Milchstraße entfernt.
Das Objekt wurde am 22. April 1835 von John Herschel entdeckt.